# Elimination Chamber (2020)
Elimination Chamber (2020) (còn được biết đến là No Escape (2020) ở Đức) là một sự kiện đấu vật chuyên nghiệp trả tiền theo lượt và sự kiện WWE Network được tổ chức bởi WWE dành cho hai thương hiệu Raw và SmackDown của họ. Nó được tổ chức vào ngày 8 tháng 3 năm 2020 tại Sân vận động Wells Fargo Center ở Philadelphia, Pennsylvania. Nó sẽ là sự kiện thứ mười được tổ chức theo niên đại Elimination Chamber.
Tám trận đấu đã được diễn ra trong sự kiện, bao gồm một trong phần trước Kickoff. Trong sự kiện chính, Shayna Baszler từ NXT  đã thắng trận Elimination nữ của Raw để trở thành ứng cử viên số một tranh đai WWE Raw Women's với Becky Lynch tại WrestleMania 36. Trong các trận áp chót khác, Aleister Black đánh bại AJ Styles trong trận đấu không áp dụng luật phạm quy, Sami Zayn, Shinsuke Nakamura và Cesaro đánh bại Braun Strowman trong trận chấp người 3-chấp-1 với Zayn đè đếm Strowman để giành đai WWE Intercontinental Championship, và The Miz và John Morrison đã giữ lại đai WWE SmackDown Tag Team Championship trong trận đấu loại bỏ Elimination nam đồng đội tranh đai. 
Sự kiện nhận được những nhận xét, đa số trong số đó là tích cực, với trận đấu mở màn giữa Daniel Bryan và Drew Gulak, trận đồng đội Elimination, trận đấu không áp dụng luật phạm quy được khen ngợi. Sự kiện chính đã nhận được với những phản ứng chung. Các nhà phê bình ca ngợi hiệu suất của Baszler và tuyên bố rằng nó khiến cô trở thành một mối đe dọa đáng tin cậy, mặc dù thời gian ngắn và thời gian chờ đợi giữa những người tham gia đã gặp phải sự chỉ trích.

## Tổ chức
| Vị trí                          | Tên                       |
| ------------------------------- | ------------------------- |
| English commentators            | Michael Cole (SmackDown)  |
| English commentators            | Corey Graves (SmackDown)  |
| English commentators            | Tom Phillips (Raw)        |
| English commentators            | Jerry Lawler (Raw)        |
| English commentators            | Byron Saxton (Raw)        |
| Bình luận tiếng Tây Ban Nha     | Carlos Cabrera            |
| Bình luận tiếng Tây Ban Nha     | Marcelo Rodríguez         |
| Bình luận tiếng Đức             | Carsten Schaefer          |
| Bình luận tiếng Đức             | Tim Haber                 |
| Bình luận tiếng Đức             | Calvin Knie               |
| Người cầm mic giới thiệu đô vật | Greg Hamilton (SmackDown) |
| Người cầm mic giới thiệu đô vật | Mike Rome (Raw)           |
| Trọng tài                       | Danilo Anfibio            |
| Trọng tài                       | Jason Ayers               |
| Trọng tài                       | Shawn Bennett             |
| Trọng tài                       | John Cone                 |
| Trọng tài                       | Darrick Moore             |
| Trọng tài                       | Eddie Orengo              |
| Trọng tài                       | Chad Patton               |
| Trọng tài                       | Charles Robinson          |
| Phỏng vấn                       | Charly Caruso             |
| Phỏng vấn                       | Kayla Braxton             |
| Phỏng vấn                       | Sarah Schreiber           |
| Người dẫn chương trình Pre-show | Jonathan Coachman         |
| Người dẫn chương trình Pre-show | Charly Caruso             |
| Người dẫn chương trình Pre-show | David Otunga              |
| Người dẫn chương trình Pre-show | Peter Rosenberg           |

## Kết quả
| #                                                                                     | Kết quả | Thể loại | Thời gian |
| ------------------------------------------------------------------------------------- | --- | --- | --------- |
| 1P                                                                                    | The Viking Raiders (Erik và Ivar) đánh bại Curt Hawkins và Zack Ryder bởi đòn kết liễu | Tag Team match                                                                                              | 4:50      |
| 2                                                                                     | Daniel Bryan đánh bại Drew Gulak bởi technical submission | Trận đấu đơn                                                                                                | 14:20     |
| 3                                                                                     | Andrade (c) (với Zelina Vega) đánh bại Humberto Carrillo bởi đòn kết liễu | Trận đấu đơn tranh đai WWE United States Championship                                                       | 12:20     |
| 4                                                                                     | The Miz và John Morrison (c) đánh bại The New Day (Big E và Kofi Kingston); The Usos (Jey Uso và Jimmy Uso); Heavy Machinery (Otis và Tucker]]); Lucha House Party (Gran Metalik và Lince Dorado); Dolph Ziggler và Robert Roode | Elimination Chamber match tranh đai WWE SmackDown Tag Team Championship                                     | 32:55     |
| 5                                                                                     | Aleister Black đánh bại A.J. Styles (với Luke Gallows và Karl Anderson) bởi đòn kết liễu | No Disqualification match                                                                                   | 23:15     |
| 6                                                                                     | The Street Profits (Angelo Dawkins và Montez Ford) (c) đánh bại Seth Rollins và Murphy (với Akam và Rezar) bởi đòn kết liễu | Tag Team match tranh đai WWE Raw Tag Team Championship                                                      | 18:30     |
| 7                                                                                     | Sami Zayn, Shinsuke Nakamura, Cesaro đánh bại Braun Strowman (c) bởi đòn kết liễu | Trận đâu 3 đánh 1 tranh đai WWE Intercontinental Championship Since Zayn loại Strowman và giành chiến thắng | 8:30      |
| 8                                                                                     | Shayna Baszler đánh bại Natalya, Liv Morgan, Asuka, Ruby Riott, Sarah Logan bởi đòn kết liễu | Elimination Chamber match tranh đai WWE Raw Women's Championship tại WrestleMania 36                        | 21:00     |
| - (c) – chỉ người vô địch bước vào trận đấu - P – chỉ trận đấu diễn ra trong pre-show | | |           |

### SmackDown Tag Team Elimination Chamber match
| Thứ tự loại      | Đô vật                        | Thứ tự vào | Bị loại bởi                   | Hình thức loại | Thời gian |
| ---------------- | ----------------------------- | ---------- | ----------------------------- | -------------- | --------- |
| 1                | Lucha House Party             | 3          | Heavy Machinery               | Đòn kết liễu   | 17:50     |
| 2                | Heavy Machinery               | 5          | Dolph Ziggler và Robert Roode | Đòn kết liễu   | 23:45     |
| 3                | Dolph Ziggler và Robert Roode | 6          | The Usos                      | Đòn kết liễu   | 25:15     |
| 4                | The New Day                   | 2          | The Miz và John Morrison      | Pinfall        | 29:05     |
| 5                | The Usos                      | 1          | The Miz and John Morrison     | Pinfall        | 32:55     |
| Người thắng cuộc | The Miz và John Morrison (c)  | 4          |                               |                |           |

### Women's Elimination Chamber match
| Thứ tự loại      | Đô vật         | Thứ tự vào | Bị loại bởi    | Hình thức loại       | Thời gian |
| ---------------- | -------------- | ---------- | -------------- | -------------------- | --------- |
| 1                | Sarah Logan    | 3          | Shayna Baszler | Đòn khóa             | 7:50      |
| 2                | Ruby Riott     | 2          | Shayna Baszler | Đòn khóa             | 8:15      |
| 3                | Natalya        | 1          | Shayna Baszler | Đòn khóa             | 9:30      |
| 4                | Liv Morgan     | 5          | Shayna Baszler | Technical Submission | 15:00     |
| 5                | Asuka          | 6          | Shayna Baszler | Technical Submission | 21:00     |
| Người thắng cuộc | Shayna Baszler | 4          |                |                      |           |